# Monanthotaxis angustifolia
Monanthotaxis angustifolia (Exell) Verdc. – gatunek rośliny z rodziny flaszowcowatych (Annonaceae Juss.). Występuje naturalnie w Beninie, południowej części Nigerii oraz w Kamerunie. 

## Morfologia
PokrójZimozielony krzew dorastający do 1,5 m wysokości.
LiścieMają lancetowaty kształt. Mierzą 6–14 cm długości oraz 2–4,5 cm szerokości.

## Biologia i ekologia
Rośnie w wiecznie zielonych lasach, na skalistym podłożu, w pobliżu strumieni.